# 東京大気汚染訴訟

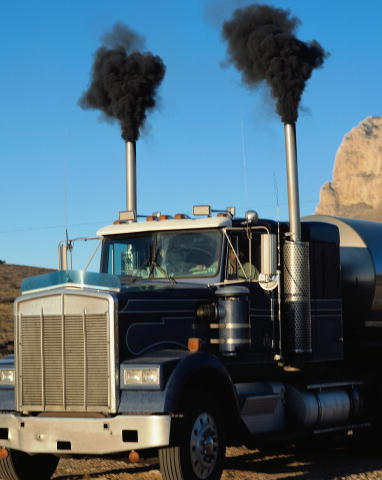
ディーゼルトラックの煙

東京大気汚染訴訟（とうきょうたいきおせんそしょう）とは、東京都内の住民が、日本国政府、東京都知事、日本道路公団（当時）、自動車メーカーに対し、排気ガスによる大気汚染を原因とする健康被害に対する損害賠償、及び大気汚染物質の排出差し止めなどを求めた訴訟である。

## 経緯
1996年（平成8年）5月に、東京都内の環状7号線等幹線道路周辺に住む住民が提訴。2002年（平成14年）10月、東京地方裁判所（高橋利文裁判長）は原告の喘息患者の一部に被害を認め、国、東京都、日本道路公団、自動車メーカーに損害賠償責任を認めた。原告被告双方は判決を不服として、東京高等裁判所に控訴したが、2007年（平成19年）に、救済制度の創設などを条件に和解が成立した。

## 自動車排出ガス規制の加速
裁判は、今なお深刻な公害を扱う訴訟として注目を浴び、自動車の排出ガスに大きな関心が集まるようになった。この結果、自動車の排出ガス規制は、裁判と同時期から、日本では毎年の様に規制強化が行われた。
詳細な規制の歴史については、自動車排出ガス規制の項を参照のこと。
単体規制・車種規制・運行規制（自動車から排出される窒素酸化物及び粒子状物質の特定地域における総量の削減等に関する特別措置法、道路運送車両法などの法令改正、低排出ガス車認定制度、ディーゼル車規制条例等）の強化、さらに石油連盟による軽油の低硫黄化、自動車業界によるディーゼルエンジン搭載乗用車の設定見直し等、業界サイドの自主的な取り組みもあり、裁判の前後では、自動車排出ガスの排出環境は大きく様変わりした。